# Kozorog
Kozorog je poimenovanje, ki se uporablja za več vrst divjih gorskih koz (Capra) z velikimi zakrivljenimi rogovi. Kozoroge najdemo v Evraziji, Severni Afriki in Vzhodni Afriki.

## Vrste kozorogov
Pet vrst kozorogov je združenih s štirimi drugimi vrstami v rodu Capra:
- Alpski kozorog (Capra ibex) je vrsta, če jo obravnavamo v ožjem pomenu besede, ki poseljuje edinole Alpe. Vsi zdaj živeči alpski kozorogi izhajajo iz narodnega parka Gran Paradiso v italijanskih Alpah in iz Švice (Graubunden), kjer je v 19. stoletju preživela edina avtohtona populacija.
- Nubijski kozorog (Capra nubiana oz. C. i. nubiana) se pojavlja na Srednjem vzhodu.
- Etiopski kozorog (Capra walie) živi na ozkih skalnih policah Simienskega gorovja v severni Etiopiji na približno 2.500 do 4.500 m nadmorske višine. Včasih ga obravnavajo kot podvrsto alpskega kozoroga.
- Pirinejski oz. španski kozorog (Capra pyrenaica) danes poseljuje Pirineje in še v nekaterih drugih gorskih območjih v Španiji.
- Sibirski kozorog (Capra sibirica) živi v osrednji Aziji in južni Sibiriji. Včasih ga obravnavajo kot podvrsto alpskega kozoroga.